# Markgräfler Tracht

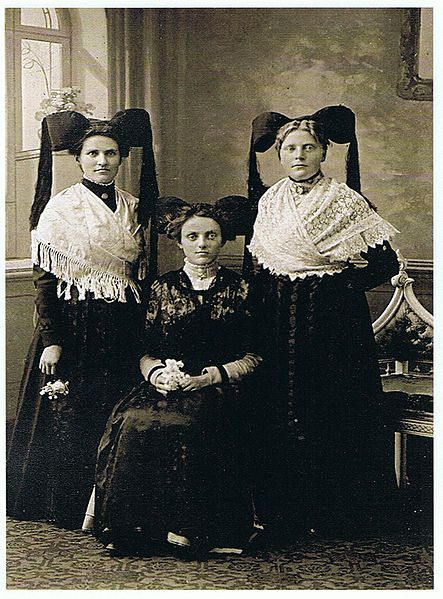
Markgräfler Tracht von Opfingen um 1905

Die Markgräfler Tracht ist die traditionelle Tracht im Markgräflerland, einer Region in Baden-Württemberg im Südwesten Deutschlands, an der Grenze zu Frankreich und der Schweiz. Das markanteste Kennzeichen der Frauentracht ist die Kopfbedeckung in Form einer Flügelhaube, die so genannte Hörnerkappe.

## Gebrauch der Tracht

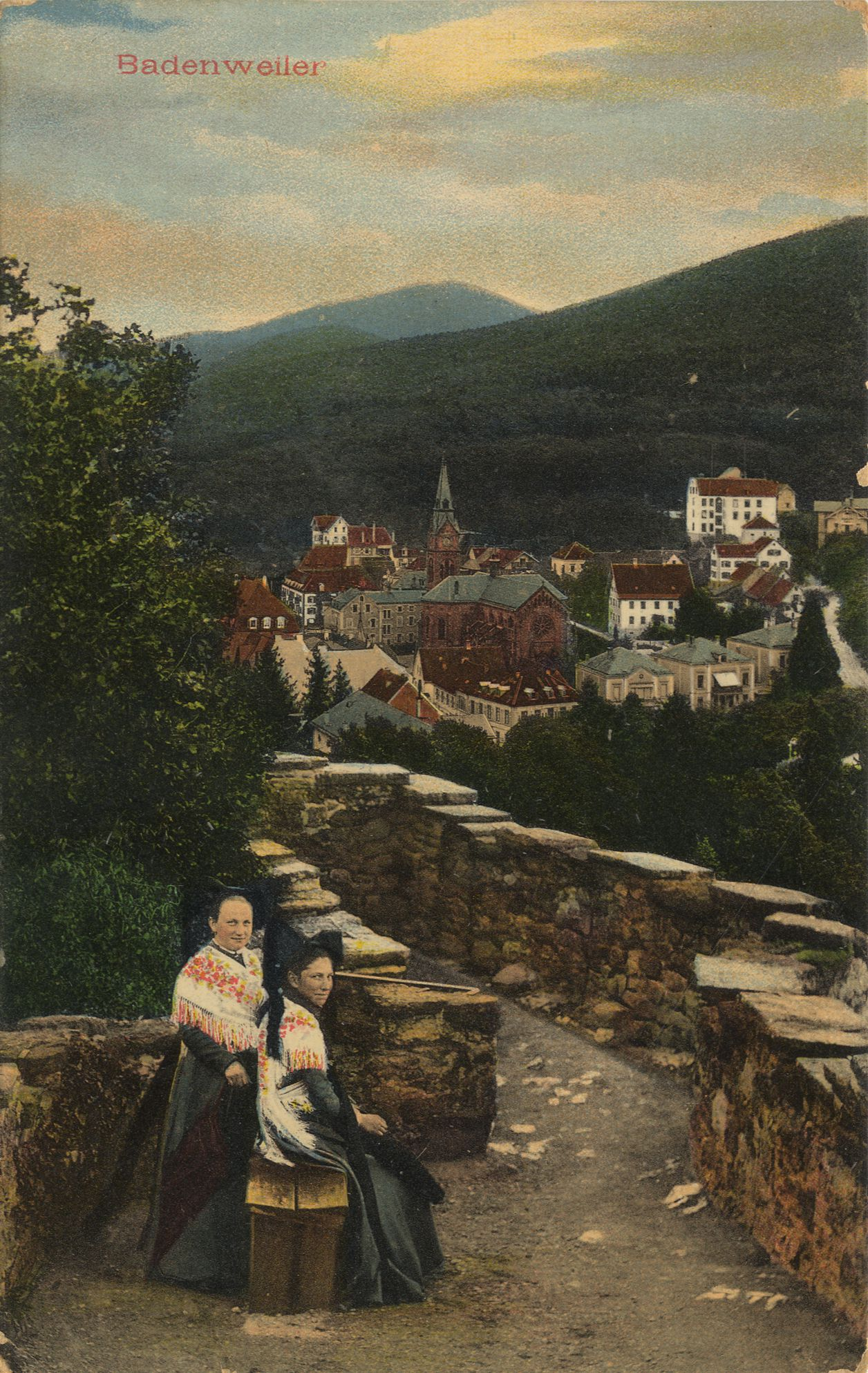
Zwei Frauen in Markgräfler Tracht auf der Burg Baden in Badenweiler, Postkarte, um 1900

Heute wird diese Tradition noch in Trachtenvereinen gepflegt, die Tracht wurde jedoch noch bis etwa 1930 allgemein von der Landbevölkerung an Sonn- und Feiertagen, sowie zu festlichen Anlässen getragen.

## Verbreitungsgebiet
Das Verbreitungsgebiet der Tracht liegt zwischen Basel und Freiburg und entspricht grundsätzlich dem ehemaligen Herrschaftsgebiet der Markgrafen von Hachberg-Sausenberg, dem Markgräflerland. Mit kleinen Abänderungen wurde sie jedoch auch im Gebiet der Markgrafschaft Hachberg im Raum Emmendingen und in den evangelischen Orten am Kaiserstuhl getragen. Varianten der Tracht wurden später auch in einigen gemischt-konfessionellen Dörfern der ehemaligen Kondominate der Markgrafschaft Baden-Baden, den Herrschaften Mahlberg und Lahr getragen.

## Die Entwicklung der Tracht
Die immer deutlichere Ausprägung der Tracht nach 1820 führt zur Schlussfolgerung, dass gegenläufig zu den Bemühungen des jungen Staates Großherzogtum Baden eine gemeinsame Identität für die vielen in ihm zusammengeschlossenen Teilgebiete mit unterschiedlicher Historie und Tradition zu schaffen, regional ein Bedürfnis bestand, sich die eigene Identität zu bewahren und sich von den Nachbargebieten abzuheben.

### Die Hörner wachsen
Aus einer Zunftordnung der Hutmacher in den Herrschaften Rötteln und Sausenberg von 1651 ist abzuleiten, dass zuvor die Kopfbedeckung der Frauen ein Hut war und um diese Zeit der Übergang zur Kappe erfolgte.
Die ältesten bekannten Darstellungen der Markgräfler Tracht finden sich unter David Herrlibergers Baßlerische Ausruff-Bilder von 1749. Der Basler Verleger Christian von Mechel veröffentlichte 1783 in der Trachtenfolge „Costumes Suisses“ den Samuel Gränicher zugeschriebenen kolorierten Kupferstich einer Markgräflerin mit „Dotsch“-Kappe und Strohhut („Schihuet“, d. h. Sonnenhut). Der Stich diente als Vorlage zahlreicher Nachstiche bis weit in das 19. Jahrhundert. Dem Pariser Zeichner Claude-Louis Desrais unterlief 1784 ein Fehler in den Details der „Dotsch“-Kappe, der sich auf alle folgenden Abbildungen und die spätere Umsetzung der rekonstruierten Tracht fortsetzte. Auch von Markus Dinkel sind mehrere Gouachen und Zeichnungen der Vreneli-Tracht erhalten, so im Kupferstichkabinett des Kunstmuseums in Basel. Diese so genannte „Dotsch“-Kappe gehörte auch noch um 1800 zur Tracht und findet sich etwas verfeinert auf den Abbildung J. P. Hebels mit dem „Vreneli“, weshalb die Tracht aus dieser Zeit auch „Vreneli“-Tracht genannt wird.
Die Dotschkappe entwickelte sich weiter zu einer Flügelkappe, wobei die Schleifen (Flügel) zunächst noch klein waren. Die Schleifen wuchsen und erhielten an den Enden kurze Fransen. Um etwa 1850 findet man bei den älteren Frauen noch die kleinen Schleifen ohne Fransen, während bei den jüngeren Frauen schon die etwas größeren Schleifen mit Fransen zu sehen sind.
Um etwa 1890 war dann die Markgräfler Hörnerkappe mit ganz großen Schleifen und langen Fransen voll ausgebildet. Was wir heute teilweise als jahrhundertealte Tradition missverstehen, ist die Ausprägung der Volkstracht zwischen etwa 1890 und 1930.

David Herrliberger: Markgräfler Bäuerin auf dem Basler Markt, 1749
David Herrliberger: Markgräfler Milchmädchen auf dem Basler Markt, 1749
David Herrliberger: Prekär situierte Markgräflerin auf dem Basler Markt, 1749
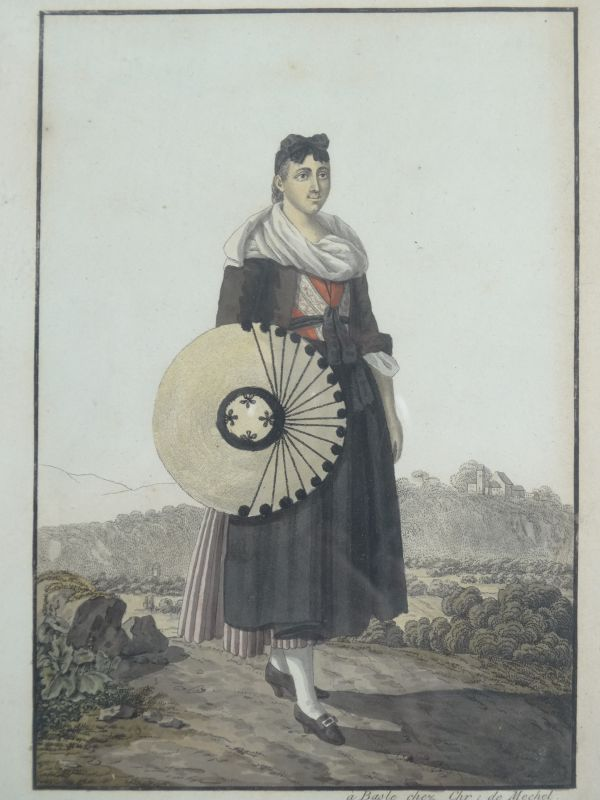
„Vreneli“-,Tracht. Kolorierte Umrissradierung von Gränicher, 1783
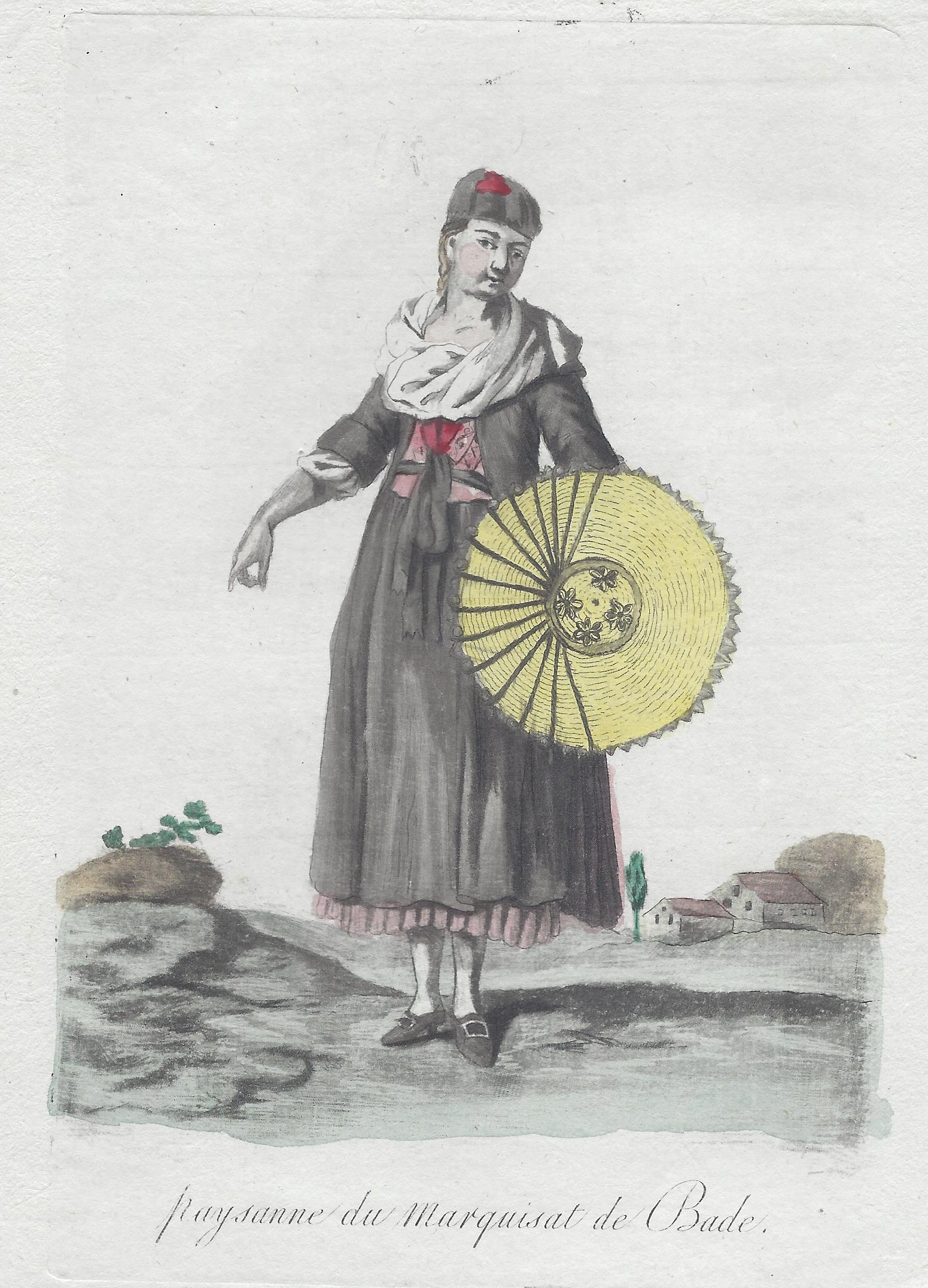
„Vreneli“-Tracht, Claude-Louis Desrais nach Gränicher, 1784
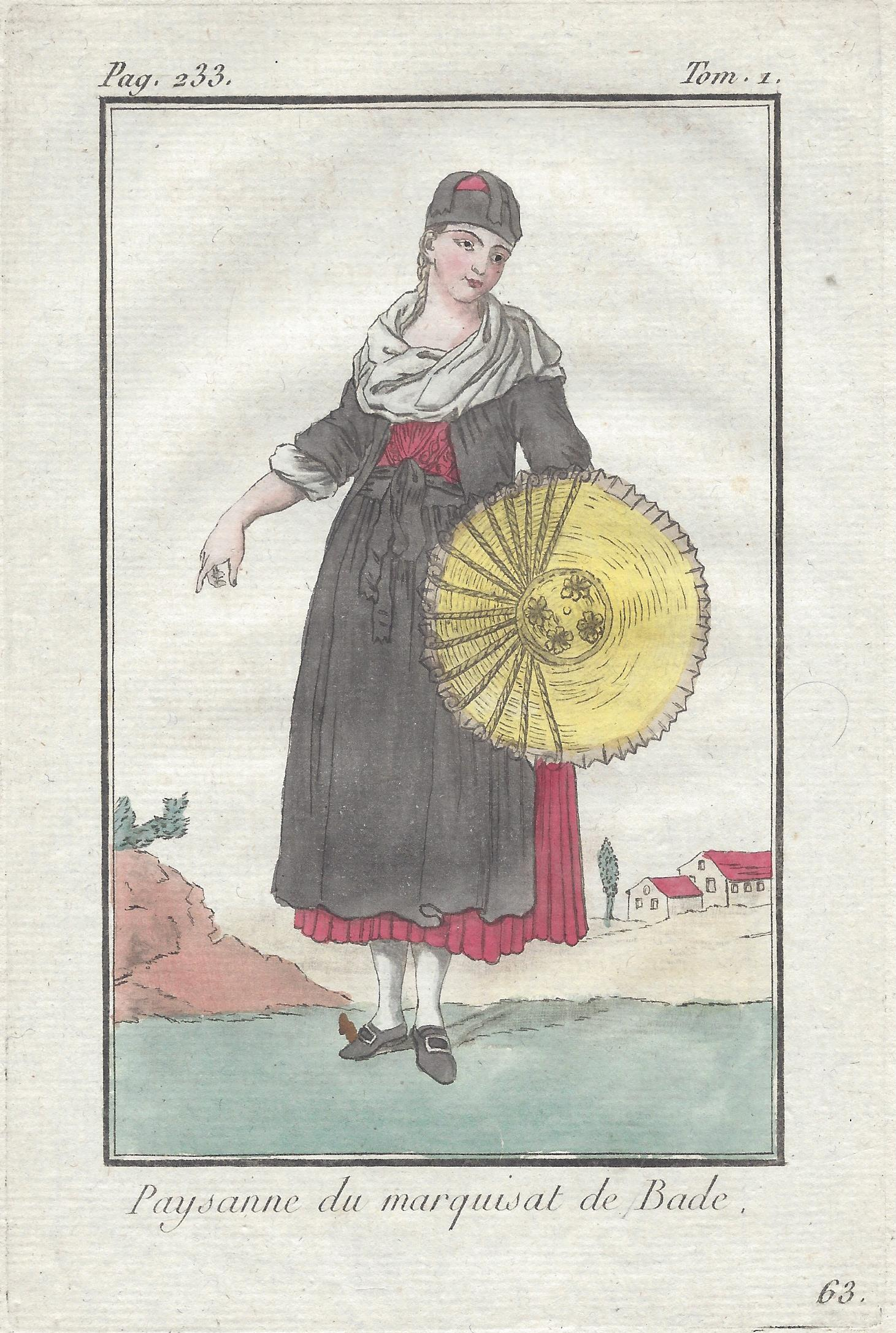
„Vreneli“-Tracht, Claude-Louis Desrais nach Gränicher, 1789
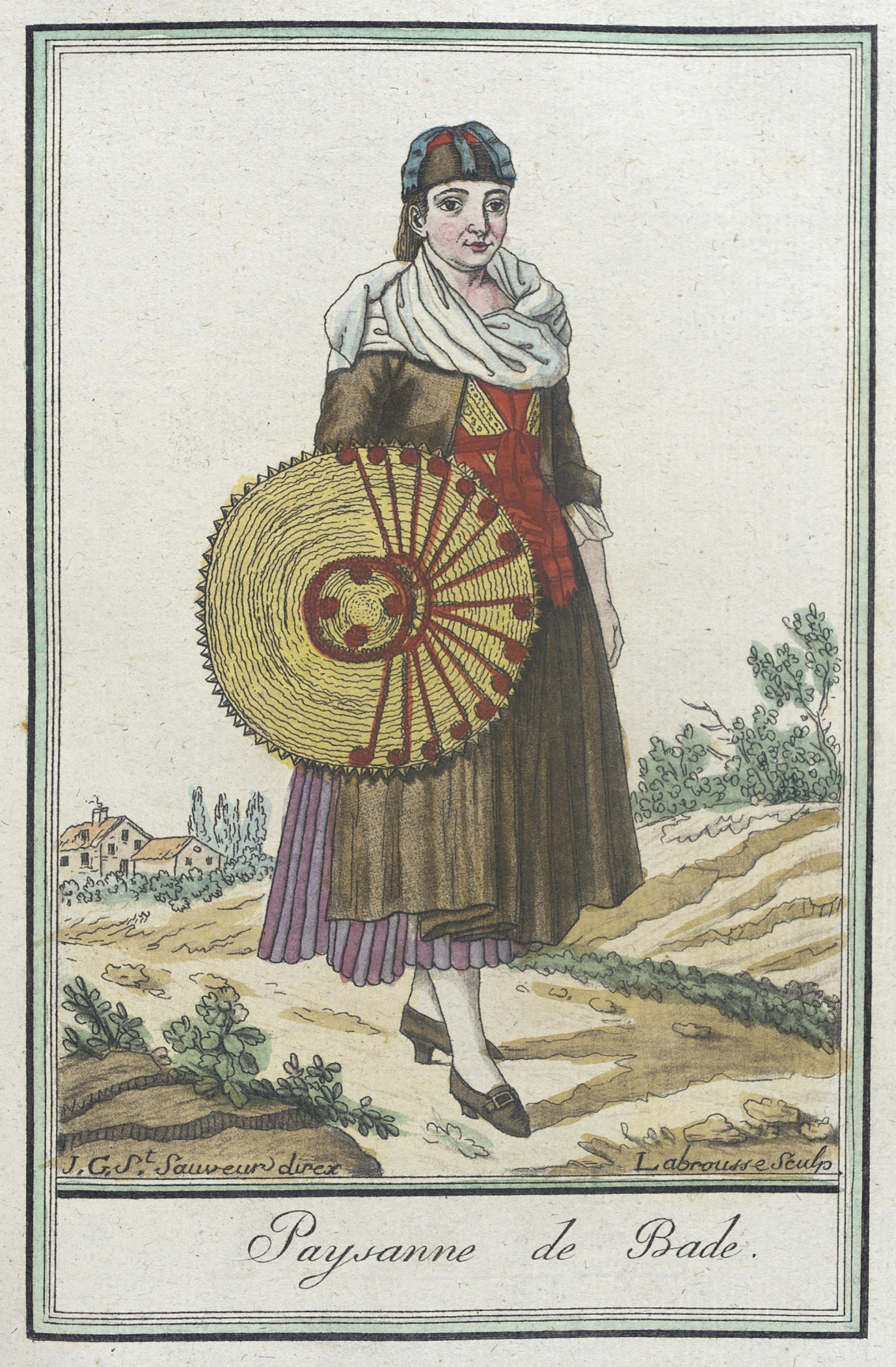
„Vreneli“-Tracht, L. F. Labrousse nach Gränicher 1795
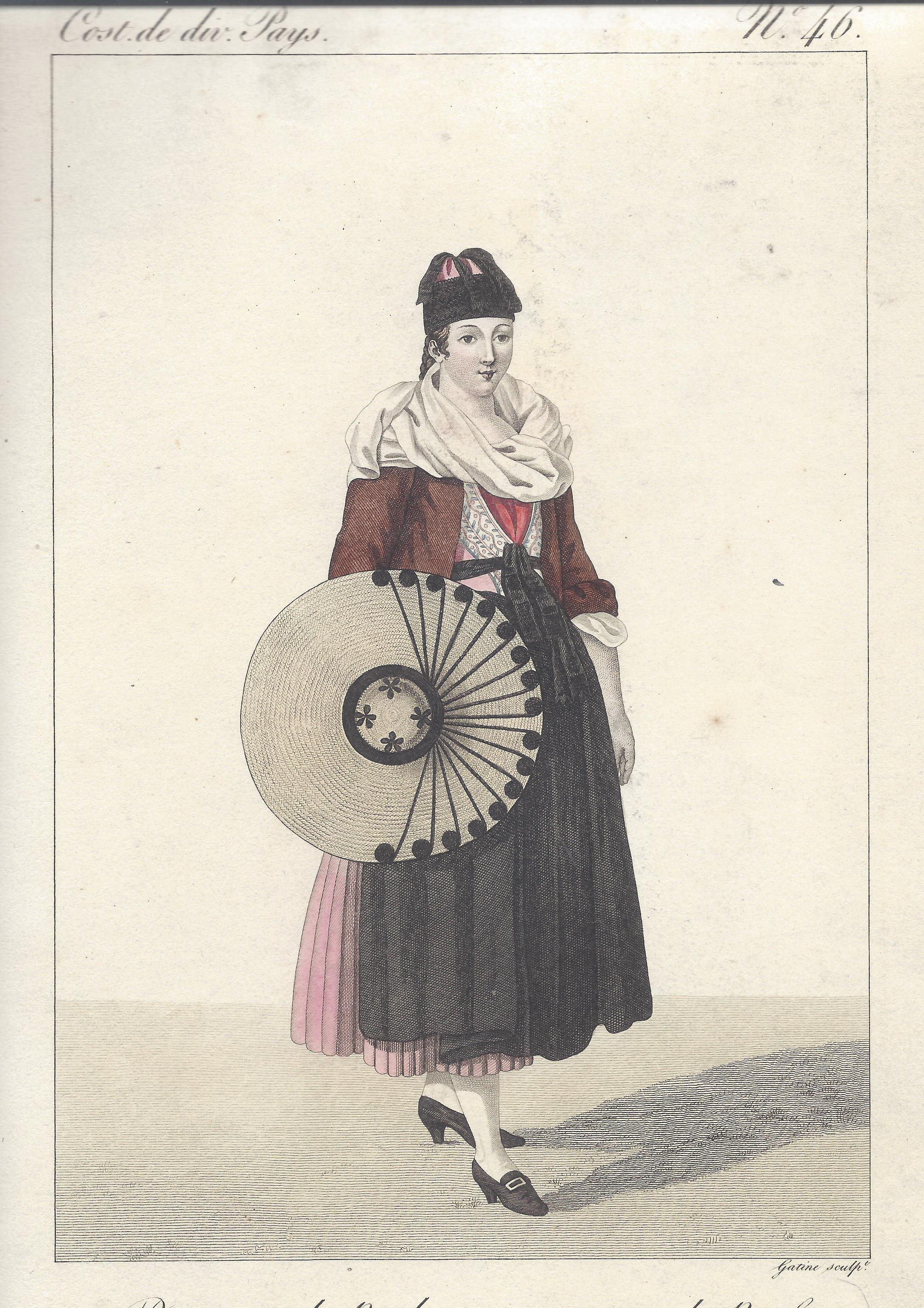
„Vreneli“-Tracht, Georges-Jacques Gatine um 1810 nach Labrousse
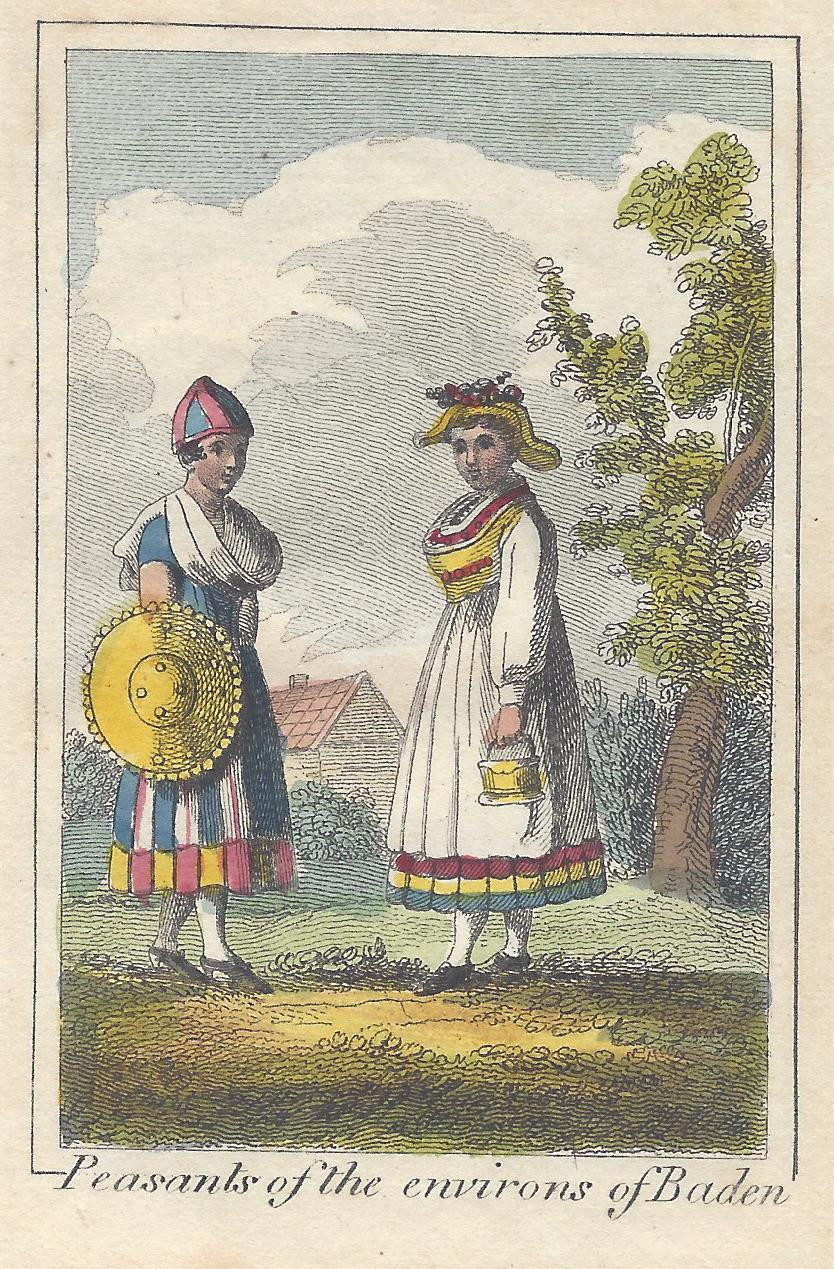
„Vreneli“-Tracht, Mary Anne Venning nach Labrousse 1817
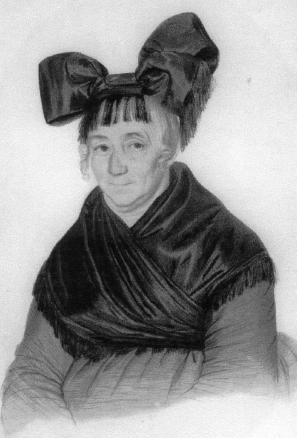
Anna B. Krafft von Auggen, 1853
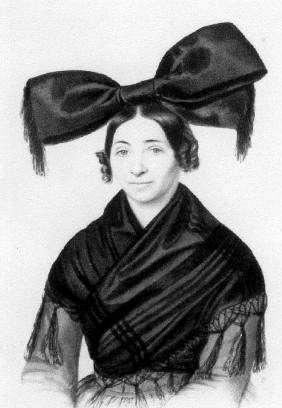
Elisabeth Marget von Hügelheim, 1856
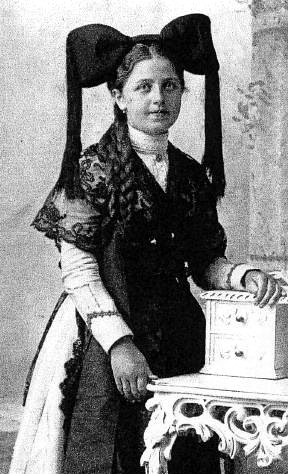
Markgraeflerin von Malsburg, 1900

### Vom Zwickelrock zum Kleid mit Ärmeln
Während vor 1764 ein Zwickelrock getragen wurde, musste danach gemäß Polizeiverordnung ein Faltenrock getragen werden. Später erfolgte mehr und mehr eine Anpassung an die bürgerliche Mode und es wurden Kleider mit Ärmel getragen – zeitweilig auch mit so genannten Keulenärmeln und einem Reifrock (Krinoline).

## Der Einfluss der Politik

### Die Polizeiverordnung von 1764
Die Tracht erfuhr im Laufe der Zeit einige Veränderungen. Neben modischen Einflüssen war auch die Politik ein Einflussfaktor. So verbot 1764 der baden-durlachische Landvogt von Rötteln, Gustav Magnus von Wallbrunn, den bis dahin zur Tracht gehörigen Zwickelrock, da dieser aus schmalen, keilförmigen Stoffstreifen zusammengesetzt wurde, so dass der Stoff eines ausrangierten Rockes kaum mehr zu verwenden war. Aus Sicht Wallbrunns war dies eine Verschwendung. Sein Verbot reiht sich ein in andere Maßnahmen zur Volkserziehung die unter dem Regiment des Markgrafen Karl Friedrich ergriffen wurden.

### Die französische Revolution
Zur Markgräfler Männertracht gehörten im 18. Jahrhundert auch Kniebundhosen. Im vorrevolutionären Frankreich waren die Sansculottes die Arbeiter und Kleinbürger, die im Gegensatz zum Adel lange Hosen statt Kniebundhosen trugen. Die lange Hose wurde auch zum politischen Signal und verdrängte zunehmend die Kniebundhose aus der volkstümlichen Tracht.

## Die Tracht als Wirtschaftsfaktor
Nach der Gründung des deutschen Zollvereins 1834 gründeten Basler Industrielle zunehmend Fabriken im benachbarten Baden um sich so den Markt des Zollvereins zu öffnen. Baden seinerseits war froh so die Industrialisierung vorantreiben zu können. Die Bandwebereien konnten bereits 1836 den Großteil ihrer Produktion an das Markgräfler Landvolk verkaufen, da es für die Trachten eine große Menge an Seidenband brauchte.

## Die Markgräfler Tracht in der Literatur

### Johann Peter Hebel – Dotsch
Literarisch hat Johann Peter Hebel die Markgräfler Tracht in seinem Gedicht „Die Wiese“ bekannt gemacht, wobei er sie als „lutherische“ Kleidung bezeichnet, da die Tracht fast nur in den evangelischen Orten getragen wurde. Die Gedichtsammlung wurde 1803 veröffentlicht, d. h. Hebel beschreibt die Tracht in der Form, wie sie um 1800 getragen wurde, die so genannte „Vreneli-Tracht“. Zu dieser Zeit gab es die „Hörnerkappe“ noch nicht und Hebel bezeichnete die eng anliegende Kappe als „Dotsch“.

### Victor Hugo – der schwarze Schmetterling
Der französische Schriftsteller Victor Hugo unternahm 1839 eine Reise den Rhein hinauf. Seine Reisebeschreibung enthält auch einen Brief vom 4. September aus Freiburg. Hier beschreibt Hugo die Hörnerkappe der Markgräfler Tracht als „Le grand papillon noir“.

### Trachtenvereine
In dem vom Bund “Heimat und Volksleben” e.V. herausgegebenen „Trachtenjahrbuch 2017“ sind die folgenden 8 Mitgliedsvereine aufgeführt, die die Markgräfler Tracht pflegen:
- Homepage des Markgräfler Trachtenvereins Kandern e.V.
- Homepage der Markgräfler Trachtengruppe e.V. Weil am Rhein
- Homepage der Trachten- und Volkstanzgruppe Egringen
- Homepage der Trachtengruppe Eichstetten e.V.
- Tina Lindemann: Bekenntnis zur Tracht. Heimatabend der Trachten- und Volkstanzgruppe Schallstadt aus Anlass des 30-Jährigen Bestehens. In: Badische Zeitung vom 29. April 2010; abgerufen am 19. September 2017 – Der Verein hat keine eigene Homepage
- Elisabeth Jakob-Kölblin: Trachtengruppe feiert Geburtstag. Der Ihringer Verein besteht seit 40 Jahren. In: Badische Zeitung vom 3. März 2016; abgerufen am 19. September 2017 – Der Verein hat keine eigene Homepage
- Dagmar Barber: Bunter Farbfleck im Einheitsbrei. Die Niederemmendinger Trachtengruppe wirkt seit 50 Jahren als Botschafter der Stadt, hat aber akute Nachwuchssorgen. In: Badische Zeitung vom 22. Oktober 2012; abgerufen am 19. September 2017 – Der Verein hat keine eigene Homepage
- Beatrice Ehrlich: Der Heimat ein Gesicht geben. Der Arbeitskreis Heimatpflege Auggen hat seinen 40. Geburtstag gefeiert. In: Badische Zeitung vom 16. März 2016; abgerufen am 19. September 2017 – Der Verein hat keine eigene Homepage